# Raadvad Mølle
Raadvad Mølle er en vandmølle ved Mølleåen. Tidligere krudtværk og oprindelsen til firmaet Raadvad samt bebyggelsen Raadvad.

## Navnets oprindelse
Navnet stammer antagelig fra sammensætningen "råd" ("rådden") og vadested, i det, ligesom navnet Fuglevad, lugten af rådne blade opsamlet i åen ved vadestedet har givet inspiration til navnet.

## Våbensmedje og krudtværk
De første kilder der dokumenterer eksistensen af en mølle og dæmning på stedet stammer fra 1600-tallet. En københavnsk kleinsmed, Christian Alckenbrecht havde sammen med nogle andre personer, i 1643 fået kongeligt privilegium på produktion af håndvåben og landbrugsredskaber. Møllen der skulle drive slibestenene blev anlagt mellem Stampen og Strandmøllen. Et par år efter blev møllen udvidet med en hammermølle, og i 1643 også et valkeværk.
Efter Første Karl Gustav-krig ejede kongelig historiograf Vitus Bering kortvarigt møllen, men lod den mageskifte da staten ønskede at oprette et krudtværk på stedet. Overtøjmester fra Tøjhuset i København Peter Kalthoff drev møllen indtil sin død i 1672. Derefter drev kronen krudtmøllen, mens slibeværket blev nedlagt. I en årrække drev skiftende kongelige krudtmestre stedet, sidst af Major David Roosen (Inspektør ved Københavns Krudtværk)[kilde mangler], der drev den i perioden 1718-1758.
Efter anlæggelsen af Frederiksværk som bl.a. inkluderede et stort krudtværk, blev produktionen af krudt på Raadvad indstillet. Igennem årene havde der været en del ulykker, i 1699 beskrives det at en arbejder blev forbrændt som "en stegt fisk".

## Fileværket
Flere parter var interesseret i at overtage møllen, bl.a. Det kgl. militære Uldmanufaktur og isenkræmmerlavet i København, men Frederik V overlod i stedet møllen til sin kammertjener Nicolai Jacob Jessen i 1759. Jessen blev pålagt at oprette et "Fiilhuggeri", men forretningen gik dårligt og i 1767 gik Jessen fallit. 1768 købte det københavnske isenkræmmerlaug værket, og indrettede hammer-, valse-, slibe-, polere- og drejeværksteder i den. På grund af disse aktiviteter blev den i daglig tale kaldt "Fileværket". Desuden foregik der også kornmaling og ølbrygning.
Der opstod i den følgende tid en hel landsby omkring værket, og fra 1759 blev der også brændt brændevin i den tilhørende kro.
På trods af alle aktiviteterne var værket ikke rentabelt, i 1800 gav staten den et lån på 35.000 rigsdaler. Det oplevede en kort succesperiode i den følgende tid, og havde overskud i 1812, men Statsbankerotten 1813 skabte igen underskud på budgetterne.
Omkring 1847 findes en opgørelse over ansatte på værket: 13 mestre, 41 svende, 11 værkstedsarbejdere, 21 lærlinge foruden 17 kvinder og børn. Disse var ansat på 14 forskellige værksteder.

## Raadvad-fabrikkerne
Efter ophævelsen af isenkræmmerlauget i 1862 overtog 24 af interessenterne værket og dets gæld. I 1872 blev det sat på auktion, men buddene opnåede ikke en tilfredstillende højde, og sælgerne drev derfor værket videre selv indtil de tre tiloversblevne interessenter i 1891 skabte aktieselskabet Raadvaddams Fabriker. Herefter blev fabrikkerne moderniseret, og en direktør blev ansat. I 1903 blev aktiemajoriteten overtaget af konkurrenten fabrikant Fritz Brincker fra Greisdalens Hammerværk i Vejle. En brand i 1907 faciliterede en yderligere modernisering af anlægget da det skulle genopbygges. Fabrikken fik dog først rigtig medvind ved udbruddet af 1. verdenskrig i 1914. Dette skabte en stor udenlandsk efterspørgsel på jernvarer, særlig blev det Russiske Kejserrige en af de store kunder.
Fabrikken udvidedes og de mange nye arbejdere som skulle bo nær fabrikken krævede også opførelsen af nye arbejderboliger. Desuden byggede man en skole i bebyggelsen til arbejdernes børn. Den Russiske revolution i 1917 stoppede eventyret, og efter nogle års nedgang blev firmaet sat i likvidation i 1921. Af resterne dannede man selskabet A/S Scania-Vabis og Raadvaddam, som styrede driften af værket gennem datterselskabet A/S Raadvad Knivfabrik. Den varierede produktion blev indskrænket til et sortiment af knive samt brødmaskiner.
A/S Scania-Vabis overvejede at stoppe driften helt og nedrive bygningerne, men på grund af de gamle statutter om at der skulle drives fabriksdrift på grunden, ville det betyde at staten havde krav på den efterfølgende. Dette blev fastslået ved en Højesteretsdom i 1924. Fabriksdriften blev derfor nødtvungent fortsat. Dette viste sig at være et lykketræf, idet efterspørgslen på rustfri knive og barberblade i løbet af 1920'erne og 1930'erne var stigende, og fabrikken fik økonomisk fremgang. Staten tilbød i 1940 at købe grunden, hvilket blev accepteret, og fabrikken fortsatte som lejer. Statens formål var, ligesom med købet af f.eks. Stampen, at genskabe skovarealerne i området. En aftale om at produktionen på stedet skulle stoppe i 1980 blev derfor truffet. I 1970 løb fabrikken imidlertid endnu engang ind i økonomiske vanskeligheder, og det blev besluttet at flytte den til Brønderslev hvilket skete i oktober 1973. Derefter fik Nationalmuseet lov til at leje bygningerne indtil 1980.

## Nyere tid
Miljøminister Helge Nielsen nedsatte et Raadvad-udvalg som skulle beslutte hvad der skulle ske med stedet. I stedet for at rive bygningerne ned og plante skov som oprindeligt tænkt, blev det besluttet at bevare bygningerne og anvende dem til værksteder for efteruddannelse i "restaureringshåndværk". I 1986 blev den selvejende institution Raadvad – Nordisk Center til bevarelse af Haandværk oprettet, bygningerne blev fredet og boligerne moderniseret. Stedet fik den europæiske bevaringspris "Europa nostra" for indsatsen for at bevare de gamle bygninger.
Stedet anvendes nu af en række selvstændige håndværksvirksomheder indenfor gamle traditionelle fag, såsom smedje, gørtleri, bronzestøberi osv.